# Stipagrostis namibensis
Stipagrostis namibensis är en gräsart som beskrevs av De Winter. Stipagrostis namibensis ingår i släktet Stipagrostis och familjen gräs. Inga underarter finns listade i Catalogue of Life.